# Школа самоопределения № 734 имени А. Н. Тубельского

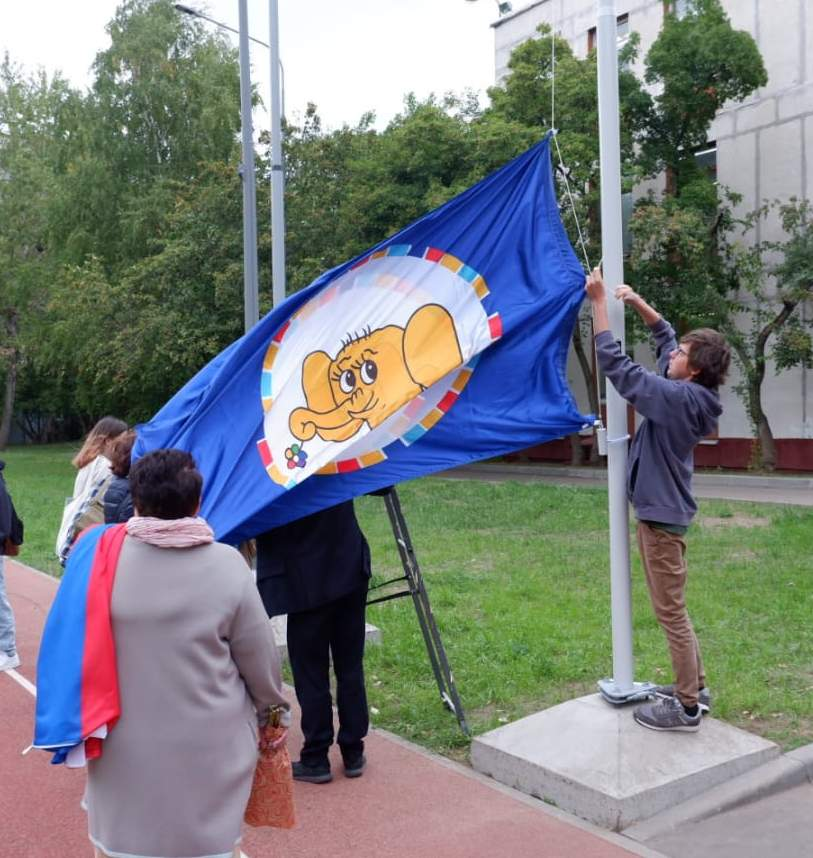
Флаг школы по макету учеников.

Шко́ла самоопределе́ния № 734 имени Алекса́ндра Нау́мовича Тубе́льского — российское инновационное государственное бюджетное среднее общеобразовательное учреждение города Москвы, основанное 4 мая 1970 года. По сути является авторской школой Александра Наумовича Тубельского (2 октября 1940 — 31 мая 2007), основная идея которой изначально заключалась в предоставлении ученикам права участвовать в управлении школой и самостоятельно определять образовательную программу, а также отказ от отметок и возможность реализации учащихся в разнообразных кружках и проектах.
Полное наименование учреждения — «Государственное бюджетное общеобразовательное учреждение города Москвы „Школа самоопределения № 734 имени А. Н. Тубельского“». 
Сокращённое наименование учреждения — «ГБОУ г. Москвы „Школа самоопределения № 734 имени А. Н. Тубельского“».
Находится в подчинении Департамента образования и науки города Москвы.
Школа расположена по адресу: 105484, г. Москва, Сиреневый бульвар, дом № 58А.

## История школы
Школа была построена к 100-летию В. И. Ленина и открыта 4 мая 1970 года. Первым директором стала Искра Васильевна Тандит. Первыми завучами — Т. М. Кубарева и М. Т. Нестеркина.
С самого начала в школе были заложены основы демократии и свободолюбия. В первые годы существования школы возникли многие традиции, которые сохраняются в ней и до сих пор: празднование Лицейской годовщины, День рождения школы, Посвящение в старшеклассники и другие. С 1982 года по 1985 директором школы была Конова Инна Константиновна.
С 1985 года директором стал Тубельский Александр Наумович. Считая, что школа должна готовить новых людей для демократической России, Тубельский отстаивал уважение, свободу от догм, сотрудничество и сотворчество учеников, учителей и родителей как основные принципы образовательного процесса.
С его приходом к руководству школы, начали проводиться многочисленные эксперименты. Среди них: переход на 35-минутные уроки, попытки работы методом «погружения», отмена домашнего задания, замена педсовета на педагогические пленумы, на которых обсуждались проблемы современной педагогики и поднимались вопросы, связанные с личностью ребёнка. В эти годы были созданы трудовое объединение, школьный театр «Фантазия», и Совет Справедливых, позже переименованный в Суд Чести, главной функцией которого было решение конфликтных ситуаций самими учениками.
В конце 80-х годов школа приняла участие в фестивале инновационных школ в Ижевске и стала одними из победителей. После этого школа перешла под эгиду сначала Академии педагогических наук, а потом Министерства образования.
В 2000 году «Школа самоопределения» стала инициатором организации Ассоциации демократических школ, призванной оказывать помощь в создании демократического уклада. В Ассоциацию вошло 15 регионов (Мончегорск, Владимир, Электросталь и другие) Возглавлял Ассоциацию А. Н. Тубельский.
С мая 2007 года, после смерти А. Н. Тубельского, по май 2017 школу возглавляла Юлия Владимировна Грицай, ученица А. Н. Тубельского, которую он готовил несколько лет к этой должности и выбранная педагогическим коллективом, согласно Уставу школы и Федеральному Закону.
С мая 2017 года директором школы назначен Сергей Александрович Москаленков, назначенный на должность учредителем школы — Департаментом Образования г. Москвы, а не советом учителей, как происходило до этого. При Москаленкове были признаны нелегитимными органы самоуправления и разобран спортивно-игровой комплекс, что привело к череде скандалов и забастовок в школе, в том числе с требованиями отставки директора. Петиция, которую в январе 2018 года подписали более 100 тыс. человек, требуют возобновить работу школьных институтов самоуправления, отменить демонтаж спорткомплекса и ряд других требований. 11 января 2018 года в школе прошла забастовка учеников. В результате 23 января 2018 года Москаленков подал заявление об увольнении, и Департамент образования города Москвы назначил временно исполняющим обязанности директора Курачеву Ирину Михайловну. 
С декабря 2018 года исполняющим обязанности директора является Стёпина Елена Евгеньевна, ранее занимавшая должность заместителя директора школы 734 по качеству образования. 
С сентября 2019 года на должность директора Департаментом Образования и Науки г. Москвы назначен Евгений Анатольевич Мокин, ранее занимавший должность директора в школе 1925 и заместителя директора в школе 1505.
В мае 2022 года Департамент образования назначил директором школы Тубельского Светлану Анатольевну Мешкову, далекую от педагогики А. Н. Тубельского, которая назвала Школу: "Ну это трындец" 
С конца мая 2022 года исполняющим обязанности директора является Сергеев Тимофей Владимирович, ранее занимавший должность заместителя директора школы 734 по воспитательной работе.

## О школе
Главное основание экспериментальной работы школы было сформулировано так: «Воспитание гармоничной и социально активной личности в школе сверхкрупного города предполагает построение такой системы деятельности, в которой главным направлением становится формирование способности личности к самоопределению. Эта способность выражается в умении и желании личности управлять собой, растить себя, отвечать за себя».
«Школа самоопределения» стремится к тому, чтобы вся её жизнь формировала у детей опыт ненасилия и нормального, демократического поведения. Для этого школа уже на протяжении многих лет создает и поддерживает действующую модель сообщества, в котором можно было бы приобретать опыт демократии.
В школе существует свой свод законов, который называется «Имею право», каждый ученик школы является её гражданином и может участвовать в управлении ею. Уже много лет в школе действуют органы самоуправления, выборы в которые проходят каждый год. Входят в данные органы и учителя, и ученики.
Управляющий Совет  — выборный орган самоуправления, выполняющий следующие функции: разработка Устава школы, рассмотрение текущих проблем школы, рассмотрение целесообразности финансирования тех или иных проектов и др. В Управляющий совет входит различных комитетов: образовательный, финансово-хозяйственный, здравоохранительный и комитет общих дел.
«Общий Сбор» — высший орган самоуправления. «Общий Сбор» принимает Конституцию, законы и поправки к ним.
«Совет Школы» — (до создания Управляющего совета) выборный орган самоуправления, выполняющий следующие функции: внесение изменений в школьную Конституцию, разработка и принятие школьных законов, рассмотрение текущих проблем школы, организация общешкольных дел, рассмотрение целесообразности финансирования тех или иных проектов и др.
«Суд чести» (первоначальное название «Совет справедливых»), основанный на идее Януша Корчака, —  выборный орган, уполномоченный рассматривать конфликтные ситуации между гражданами школы. Деятельность Суда чести основывается на «Законе о защите чести и достоинства», в котором прописаны ситуации, оскорбляющие честь и достоинство.  В состав этого органа входят старшеклассники и учителя, которых выбирает вся школа. «Суд Чести» последний раз переизбирался осенью 2013 года, хотя официально не был отменен.
Большое внимание в «Школе самоопределения» уделено организации общешкольных дел, то есть праздников и мероприятий, в которых участвует и младшая, и средняя, и старшая школы. За организацию каждого из таких мероприятий отвечает определённая параллель: 
8 класс - за организацию Нового Года , 
9 класс - за организацию "Лицейской недели" (середина октября), 
10 класс - за организацию 1 сентября и Дня Рождения школы (конец апреля).

## Инновационные проекты
- Детский сад Школы Самоопределения вошел в перечень ФИП на 2018-2023 года и  подтверждает второй год (2019, 2020) свой статус ФИП в Российской Федерации (Федеральная Инновационная Площадка)
  - Приказ от 11 декабря 2017 года N 1206 "О федеральных инновационных площадках" (Приложение 1 - Перечень федеральных инновационных площадок на 2018-2023 годы, стр. 8, списочный номер - 76)
  - Приказ от 18 декабря 2018 года N 318 "О федеральных инновационных площадках" (Приложение 2 - Список площадок с продлением статуса, стр. 45, списочный номер 71)
  - ПРИКАЗ от 30 декабря 2019 г. N 741 "О федеральных инновационных площадках"  (Прилодение 3 - Перечень организаций с продлением статуса ФИП, стр. 27, списочный номер 121)

- В моделях прогрессивного развития школьного и дошкольного образования России методика, разработанная Виктором Рольбиным, принята обязательной для гармоничного развития детей дошкольного и младшего школьного возраста. Занятия столярным делом для дошкольников и младших школьников стали обязательными предметами в таких суперсовременных школах, как Хорошкола, основанная руководителем Сбербанка РФ Германом Грефом, и Новая школа на Мосфильмовской, проект благотворительного фонда "Дар".

- Практики воспитания в детском саду Школы самоопределения № 734 им. А.Н.Тубельского входят по исследованию Рыбаков фонда в ТОП лучших практик дошкольного воспитания России.

- Детский сад Школы самоопределения № 734 им. А.Н.Тубельского является членом Ассоциации "Наше детство".

- По независимой экспертизе (шкала SACERS/School-Age Care Environment Rating Scale) образовательные пространства в детском саду Школы самоопределения № 734 им. А.Н.Тубельского, в том числе и мастерская Папы Карло (Виктора Рольбина) несколько раз получали самые высокие оценки (последнее исследование проводилось осенью 2019 года). Такие оценки имеют ещё 4 дошкольных образовательных учреждения г. Москвы.

## Директора школы
- Тандит Искра Васильевна (1970–1982)
- Конова Инна Константиновна (1982–1985)
- Тубельский Александр Наумович (1985–2007 гг.)
- Грицай Юлия Владимировна (2007–2017 гг.)
- Москаленков Сергей Александрович (май 2017 – январь 2018 гг.)
- Курачева Ирина Михайловна (исполняющая обязанности, с января 2018 г. по ноябрь 2018 г.)
- Стёпина Елена Евгеньевна (исполняющая обязанности, с ноября 2018 г. по июль 2019 г.)
- Лемякин Евгений Валерьевич (исполняющий обязанности, с июля по сентябрь 2019 г.)
- Мокин Евгений Анатольевич (с сентября 2019 г. по апрель 2022 г.)
- Мешкова Светлана Анатольевна (с апреля 2022 г. по май 2022 г.)
- Сергеев Тимофей Владимирович (исполняющий обязанности, с мая 2022 г. по н.в.)

## Известные учителя школы
- Головина Маргарита Федоровна — заслуженный учитель РФ.  Инициатор создания школы самоопределения Тубельского. Создатель и многолетний директор детского сада Школы самоопределения.
- Касаткина Зоя Николаевна — соавтор программы Школы полного дня. Руководитель команды педагогов, получившей Премию Президента РФ В.В.Путина
- Калмановский Александр Борисович — заслуженный учитель РФ.
- Озерова Валерия (Клеопатра) Михайловна — заслуженный учитель РФ.
- Острогский Николай Николаевич - физик, Академик Европейской Академии Естественных Наук (за открытия в области метеорологии )
- Старостенков Михаил Евгеньевич (~1960-2021) - создатель трудовых мастерских
- Старостенкова Мария Витальевна — заслуженный учитель РФ.
- Бирюкова Галина Александровна — заслуженный учитель РФ.
- Мойсенко Алексей Викторович
- Кукушкин Марк Евгеньевич
- Мойсенко Лариса Юрьевна
- Букия Марианна Ревазовна
- Этингоф Татьяна Александровна
- Журавлева Лариса Александровна
- Денисова Вероника Николаевна
- Епифанова Светлана Борисовна
- Давыдов Андрей Михайлович
- Подкопаев Юрий
- Шавард Ольга Сергеевна
- Лебедева Ольга Ивановна — заслуженный учитель РФ.
- Бастрыгина Любовь Дмитриевна — ветеран труда.
- Рольбин Виктор Зеликович (Папа Карло) - Педагог дополнительного образования в детском саду при школе.

## Публикации о школе
- Артем Соловейчик о назначении Мешковой директором школы: https://www.youtube.com/watch?v=czEKsZyMxU8
- Школа самоопределения Александра Тубельского — портал mama.tomsk.ru 2010г в разделе Альтернативные образовательные системы
- Родительское собрание — Новый учебный год со старыми проблемами — Радио «Эхо Москвы», 2009 г.
- Диалоги с Тубельским — «1 сентября», 2008г
- Родительское собрание — В чем виноват учитель? — Радио «Эхо Москвы», 2008 г.
- Родительское собрание — Памяти А.Тубельского — Радио «Эхо Москвы», 2007 г.
- Человек, который запрещал запрещать — «Новая газета», 2007г
- Президент Ассоциации демократических школ России Александр Тубельский — Радио Свобода, 2006 г.
- Стандартизируй это!  Анна Гаганова, журнал "Итоги", публикация признана лучшей аналитической статьей  по линии  Минобрнауки (профессиональная премия "Зеркало прессы",2007) https://pedsovet.org/article/podvedeny-itogi-konkursa-obrazovanie-v-zerkale-pressy-2007
- Самоопределение без оружия — портал «Всеобуч». По материалам журнала «Комерсантъ деньги» №46 от 24.11.2003, стр. 81.
- Нина Пижурина. Сознательный вызов. Учительская газета (15 августа 2006). Дата обращения: 29 апреля 2015.
- Евгений Беляков. Позиция. Учительская газета (16 сентября 2003). Дата обращения: 29 апреля 2015.
- Вещие вещи. Журнал «Огонёк» (4 июня 2000). Дата обращения: 29 апреля 2015.
- Учебник - "Педагогика. 2-е издание. Учебник для бакалавров" Крившенко Л.П.(2010-2014) читать можно тут